# Money (That's What I Want)
Pour les articles homonymes, voir Money.
Singles de Barrett Strong
Let's Rock / Do the Very Best You Can
(1959) Yes, No, Maybe So / You Knows What To Do
(1960)
Money (That's What I Want) est une chanson de rhythm and blues sortie en 1959 écrite par Berry Gordy et Janie Bradford (en), originellement interprétée par Barrett Strong.

## Version de Barrett Strong
Berry Gordy est au piano à composer la mélodie et la séquence d'accords lorsque Janie Bradford entre dans la salle et l'interroge sur cette nouvelle composition. La conversation diverge vers la nécessité pour Gordy d'avoir plus d'argent et ils se mettent à écrire les paroles sur ce thème. Lorsque Barrett Strong entre dans la pièce à son tour, il affirme qu'il pourrait mieux jouer la partie de piano. Le compositeur lui cède sa place et Strong se met à jouer et chanter la chanson si bien que Berry Gordy lui offre d'en produire l'enregistrement pour son second 45 tours.
La chanson est enregistrée par Barret Strong (chant, piano) et Eugene Grew (guitare) pour le label Tamla, qui l'édite le single en août 1959 avec le titre Oh I Apologize en face B. Le single devient le premier hit de Tamla Motown aux Etats-Unis en juin 1960, se classant n°2 dans les charts rhythm & blues et 23e dans le Billboard Hot 100.
Cette version est à la 294e position dans le classement des 500 plus grandes chansons de tous les temps paru en 2003 dans le magazine Rolling Stone.
Le chanteur Barrett Strong affirme avoir co-écrit la chanson avec Berry Gordy et Janie Bradford. Son nom a été retiré de l'enregistrement des droits d'auteur trois ans après que la chanson ait été écrite, puis restauré en 1987 lorsque les droits d'auteur ont été renouvelés, avant d'être supprimé à nouveau l'année suivante. Gordy a déclaré que le nom de Strong n'avait été inclus qu'en raison d'une erreur de transcription.

## Version des Beatles
Pistes de The Beatles' Second Album
Devil in Her Heart You Can't Do That
Pistes de With the Beatles
Not a Second Time
(13)
Il n'est pas clair si cette chanson fut l'une de celles découvertes dans les présentoirs de NEMS, la boutique de diques de Brian Epstein, où plutôt entendue sur scène par un groupe rival. Kingsize Taylor, le leader des Dominoes (en), affirme que les Beatles l'auraient adoptée après les avoir vus la jouer. 
Cette reprise, habituellement chantée énergiquement par Lennon, est enregistrée pour la première fois par le groupe le 1er janvier 1962 lors de leur audition pour la compagnie Decca. Lors de cette séance d'enregistrement, d'une durée d'une heure seulement, le groupe, avec Pete Best à la batterie, a mis en boîte quinze titres. John Lennon offre cette fois une prestation de cette chanson moins dynamique qu'à l'habitude.
Choisie pour être incluse dans leur deuxième disque, With the Beatles, six prises seront enregistrées le 18 juillet 1963 tandis que la partition de piano jouée par George Martin sera enregistrée le 30. Le mixage de la version mono sera finalisé le 21 août 1963. Le 30 septembre 1963, Martin réenregistre sa partie de piano qu'il utilisera pour le mixage stéréo le 30 octobre 1963. La version finale, mais sans piano ni overdubs, est maintenant disponible sur The Beatles Bootleg Recordings 1963 et une version enregistrée en spectacle au Karlaplansstudion de Stockholm le 24 octobre 1963, se retrouve sur Anthology 1.
Originellement publiée avec le titre abrégé, Money, le titre complet sera utilisé lors de sa publication sur Anthology 1 et sur la rééditions CD de 2009,.
Une des six versions enregistrées en direct dans les studio de la BBC sera publiée sur le disque On Air - Live at the BBC Volume 2. Cette prestation est enregistrée le 18 décembre 1963 et sera mise en ondes le 26 du même mois à l'émission From Us To You Say The Beatles.

### Interprètes(version de l'album)
- John Lennon : chant, guitare rythmique, cris, claquements de mains
- Paul McCartney : chœurs, basse, claquements de mains
- George Harrison : chœurs, guitare solo, claquements de mains
- Ringo Starr : batterie, claquements de mains
- George Martin : piano

### Équipe de production
- George Martin : producteur
- Norman Smith : ingénieur du son
- Geoff Emerick : assistant ingénieur du son
- A.B. Lincoln : assistant ingénieur du son

## Autres reprises
- Le groupe américain The Kingsmen publient cette chanson en 1963 sur leur disque The Kingsmen in Person.
- En 1964, elle est également reprise par les Rolling Stones sur leur EP éponyme avec le titre Money[9].
- Jerry Lee Lewis l'interprète  également, sous le titre Money (That's What I Need), dans la compilation Rock Around the Clock Vol 4.
- The Sonics reprennent le titre en 1965 sur l'album Here Are the Sonics.
- Johnny Hallyday reprend la chanson lors d'une tournée en 1965 (album live posthume paru en 2023 Live Toulouse 12 octobre 1965)
- The Supremes la reprennent en 1966 dans leur album The Supremes A' Go-Go.
- John Lee Hooker en fait une reprise en 1966 sur son album It Serve You Right to Suffer.
- John Lennon et le Plastic Ono Band jouent cette chanson lors de leur spectacle à Toronto, cette version sera publiée sur l'album  Live Peace in Toronto 1969.
- Egalement reprise par The Doors en concert au Felt Forum à New York en 1970, elle est disponible dans le coffret 4 CD Box Set (The Doors)
- Led Zeppelin reprend cette chanson lors du festival Festhalle, à Hambourg (Allemagne) en 1980[10].
- En 1980, The Flying Lizards reprennent également ce titre et leur version figure dans la bande originale du film Lord of War.
- Great White Live at the Marquee en 1989.
- Les Boyz II Men la reprennent en 2007 dans l'album Motown: A Journey Through Hitsville USA.
- Ringo Starr sur son album What's My Name en 2019.
- The Jaded Hearts Club sur leur premier album studio You've Always Been Here en 2020.

## Adaptation
En 1964, elle est adaptée et interprétée en français sous le titre Pas de chance par Eddy Mitchell dans l'album Panorama.